# Spallanzania
Spallanzania es un género de moscas de la familia Tachinidae.

## Especies
- S. colludens Reinhard, 1958[1]
- S. finitima (Snow, 1895)[1]
- S. floridana (Townsend, 1911)[1]
- S. griseiventris Herting, 1967[3]
- S. hebes (Fallén, 1820)[1][4][3]
- S. hesperidarum (Williston, 1889)[1]
- S. multisetosa (Róndani, 1859)[4][3]
- S. quadrimaculata Herting, 1967[3]
- S. rectistylum (Macquart, 1847)[3]
- S. sillemi (Baranov, 1935)[4]
- S. sparipruinatus Chao & Shi, 1982[4]
- S. tabida (Reinhard, 1958)[1]

(Lista incompleta)